# Circo de las Estrellas (Argentina)
El circo de las estrellas fue un reality show argentino sección del programa Susana Giménez presentado por ella misma. Constaba en que 16 participantes famosos deberían demostrar sus mejores cualidades en el circo, todo el dinero fue donado a escuelas y ONG. La ganadora fue Natalia Pastorutti.

## Participantes
Hubo 16 participantes.
| Participante                                       | Estado                                       | Estado anterior                             | Sent. | Tiempo |
| -------------------------------------------------- | -------------------------------------------- | ------------------------------------------- | ----- | ------ |
| Natalia Pastorutti Cantante y abogada              | Ganadora de El Circo de las estrellas        |                                             |       |        |
| Esteban Prol Actor                                 | Subcampeon de El Circo de las estrellas      |                                             |       |        |
| Claribel Medina Cantante, actriz y presentadora    | Finalista de El Circo de las estrellas       |                                             |       |        |
| Ezequiel Cwirkaluk Cantante                        | Finalista de El Circo de las estrellas       |                                             |       |        |
| Emanuel Ginobili Baloncestista                     | 14.vo Eliminado de El circo de las estrellas |                                             |       |        |
| Dallys Ferreira Modelo y vedette                   | 13.ra Eliminada de El circo de las estrellas | 9.na Eliminada de El circo de las estrellas |       |        |
| Camila Bordonaba Actriz y cantante                 | 12.da Eliminada de El circo de las estrellas |                                             |       |        |
| Felipe Colombo Actor y modelo                      | 11.vo Eliminado de El circo de las estrellas |                                             |       |        |
| Roberto Piazza Modista y diseñador                 | 10.ma Eliminado de El circo de las estrellas | 6.ta Eliminada de El circo de las estrellas |       |        |
| Paula Trápani Periodista, presentadora y panelista | 8.va Eliminada de El circo de las estrellas  |                                             |       |        |
| Agustín Sierra Actor                               | 7.mo Eliminado de El circo de las estrellas  |                                             |       |        |
| Gino Renni Actor, cantante y humorista             | 5.to Eliminado de El circo de las estrellas  |                                             |       |        |
| Luisana Lopilato Actriz y modelo                   | 4.ta Eliminada de El circo de las estrellas  |                                             |       |        |
| Serafín Dengra Exjugador de rugby                  | 3.er Eliminado de El circo de las estrellas  |                                             |       |        |
| Juana Viale Actriz y nieta de Mirtha Legrand       | 2.da Eliminada de El circo de las estrellas  |                                             |       |        |
| Paula Chaves Modelo                                | 1.ra Eliminada de El circo de las estrellas  |                                             |       |        |

## Tabla Estadística
| Participante | Semana    | Semana    | Semana    | Semana    | Semana    | Semana    | Semana    | Semana    | Semana    | Semana    | Semana    | Semana    | Semana    | Semana    | Semana     |
| Participante | 1         | 2         | 3         | 4         | 5         | 6         | 7         | 8         | 9         | 10        | 11        | 12        | 13        | 14        | Final      |
| ------------ | --------- | --------- | --------- | --------- | --------- | --------- | --------- | --------- | --------- | --------- | --------- | --------- | --------- | --------- | ---------- |
| Natalia      | Salvada   | Inmune    |           |           |           |           |           |           |           | Exenta    |           |           |           |           | Ganadora   |
| Esteban      | Inmune    | Favorito  |           |           |           |           |           |           |           | Exento    |           |           |           |           | Subcampeón |
| Claribel     | Inmune    | Inmune    |           |           |           |           |           |           |           | Exenta    |           |           |           |           | Finalista  |
| Ezequiel     | Favorito  | Inmune    |           |           |           |           |           |           |           | Exento    |           |           |           |           | Finalista  |
| Emanuel      | Inmune    | Salvado   |           |           |           |           |           |           |           | Exento    |           |           |           | Eliminado |            |
| Dallys       | Salvada   | Inmune    |           |           |           |           |           |           | Eliminada | Reingresa |           |           |           | Eliminada |            |
| Camila       | Inmune    | Nominada  |           |           |           |           |           |           |           | Exenta    |           |           | Eliminada |           |            |
| Felipe       | Inmune    | Salvado   |           |           |           |           |           |           |           | Exento    |           | Eliminado |           |           |            |
| Roberto      | Inmune    | Nominado  |           |           |           | Eliminado |           |           |           | Reingresa | Eliminado |           |           |           |            |
| Paula T.     | Favorita  | Inmune    |           |           |           |           |           | Eliminada |           | Eliminada |           |           |           |           |            |
| Agustín      | Favorito  | Favorito  |           |           |           |           | Eliminado |           |           | Eliminado |           |           |           |           |            |
| Gino         | Salvado   | Inmune    |           |           | Eliminado |           |           |           |           | Eliminado |           |           |           |           |            |
| Luisana      | Nominada  | Favorita  |           | Eliminada |           |           |           |           |           | Eliminada |           |           |           |           |            |
| Serafín      | Salvado   | Salvado   | Eliminado |           |           |           |           |           |           | Eliminado |           |           |           |           |            |
| Juana        | Nominada  | Eliminada |           |           |           |           |           |           |           | Eliminada |           |           |           |           |            |
| Paula C.     | Eliminada |           |           |           |           |           |           |           |           | Eliminada |           |           |           |           |            |

     Ganador/a del concurso
     Subcampeón/a del concurso
     Finalista del concurso
     Inmune tras ganar el día lunes
     Mejores desempeño el día miércoles
     Favoritos del día de eliminación
     Salvados en la eliminación
     Nominados a la eliminación
     Eliminado del concurso
     Abandona el concurso
     No participa del repechaje
     Reingresa al concurso
     Eliminado en el repechaje